# USA Basketball
USA Basketball（缩写USAB），中文报道作美国篮协，是美国篮球的管理机构，受到国际篮球联合会（FIBA）和美国奥林匹克与残疾人奥林匹克委员会承认。美国篮协负责美国国家队的选拔、训练和比赛，还负责促进青少年篮球发展、教练培训和督促运动安全等事项。
该组织成立于1974年，最初名为美国业余篮球协会（Amateur Basketball Association of the United States of America，缩写ABAUSA）。1978年，时任美国总统吉米·卡特签署《业余体育法》，成立美国奥委会，并规定了每项运动的国家管理机构（national governing body），其中美国业余篮球协会成为了篮球项目的管理机构。1989年，随着国际篮球联合会（FIBA）允许职业球员参赛，该组织也更名为了USA Basketball（中文报道作“美国篮协”）。
该组织使用五级会员制接纳其他的篮球组织，五个级别为职业级（Professional），高校级（Collegiate），学校级（Scholastic），青年级（Youth）和协会级（Associate）。像NBA等属于职业级会员，NCAA等属于高校级，奈史密斯篮球名人纪念堂属于协会级。该组织对其会员组织没有任何运营指挥权。